# Allanite
Allanite è il nome collettivo di un minerale non specificato di una serie cristallina mista con i membri finali allanite-(Ce), allanite-(La), allanite-(Nd) e allanite-(Y) riconosciuto dall'Associazione Mineralogica Internazionale (IMA) appartenente alla classe dei minerali "silicati e germanati". Strutturalmente, le allaniti appartengono al gruppo dei sorosilicati.
Le allaniti appartengono al supergruppo dell'epidoto e da lì al gruppo dell'allanite.
Tutti i membri della serie allanite cristallizzano nel sistema cristallino monoclino con la seguente composizione chimica idealizzata:
- Allanite-(Ce) - CaCe(Al2Fe2+)[O|OH|SiO4|Si2O7]
- Allanite-(La) - CaLa(Al2Fe2+)[O|OH|SiO4|Si2O7]
- Allanite-(Nd) - CaNd(Al2Fe2+)[O|OH|SiO4|Si2O7]
- Allanite-(Y) - CaY(Al2Fe2+)[O|OH|Si4|Si2O7]

A causa della formazione di cristalli misti, i metalli cerio (Ce), lantanio (La), neodimio (Nd) e ittrio (Y), noti come terre rare, possono sostituirsi a vicenda nella formula, ma sono sempre nella stessa proporzione con gli altri componenti del minerale. La formula cristallina mista viene quindi parzialmente miscelata con CaSEE(Al2Fe2+)[O|OH|SiO4|Si2O7] (In inglese CaREE...). Anche se questa ortografia è comune, l'ortografia esatta è (Ca,La,Nd,Y)(Al2Fe2+)[O|OH|SiO4|Si2O7], altrimenti è possibile una confusione con il simbolo chimico S per lo zolfo.

## Etimologia e storia
Il minerale fu scoperto per la prima volta da Carl Ludwig Giesecke (1761-1833) in Groenlandia. Inviò i suoi campioni di minerale a Copenaghen per l'analisi, ma la nave fu catturata dagli inglesi e tutto il carico fu venduto in Scozia. I campioni di minerali furono acquisiti dal mineralogista scozzese Thomas Allan (1777-1833), che riconobbe l'origine groenlandese dai campioni di criolite inclusi. Allan inviò alcuni dei campioni a Thomas Thomson per l'analisi, che si riferì al minerale appena scoperto come allanite.
Il nome ortite, scelto da Jöns Jacob Berzelius nel 1818 a causa delle forme per lo più ad angolo retto e allungate dei cristalli, non prevalse ed è ora considerato un sinonimo di allanite.
La località tipo per i singoli minerali è considerata essere:
- Allanite-(Ce), il villaggio Qeqertarsuatsiaq sull'isola di Aluk a Prins Christian Sund in Groenlandia
- Allanite-(La), la miniera di antimonio Buca della Vena nel comune di Stazzema sul versante occidentale delle Alpi Apuane in provincia di Lucca (Toscana)
- Allanite-(Nd), il complesso pegmatitico nella cava di Åskagen vicino a Filipstad nella contea di Värmland, in Svezia.
- Allanite-(Y): non esiste una località tipo dal momento che questo membro terminale della serie mista allanite è stato rinominato da Alfred Abraham Levinson nel 1966 nel corso della riorganizzazione della nomenclatura dei minerali delle terre rare,[4] ma non è ancora stato descritto in modo indipendente.[5]

Il campione tipo dell'allanite-(Ce) è conservato presso l'Università di Copenaghen in Danimarca (catalogo nº 5, 6) e nel Museo di Storia Naturale di Londra, in Inghilterra (catalogo nº 94377).

## Classificazione
La classica 9ª edizione della sistematica minerale di Strunz, valida dal 2001 e utilizzata dall'Associazione Mineralogica Internazionale (IMA) fino al 2009, elenca le allaniti nella classe "9.B Sorosilicati". Tuttavia, questa è ulteriormente suddivisa in base alla struttura dei gruppi silicati e alla coordinazione dei cationi coinvolti, in modo che i minerali siano classificati in base alla loro struttura nella sottoclasse "9.BG Sorosilicati con gruppi misti SiO4 e Si2O7; cationi in coordinazione ottaedrica [6] e superiore", dove, insieme ad åskagenite-(Nd), dissakisite-(Ce), ferriallanite-(Ce), ferriallanite-(La), manganiandrosite-(Ce), uedaite-(Ce), vanadoandrosite-(Ce) e manganiandrosite-(La) formano il gruppo di nuova definizione, senza nome, con il sistema nº 9.BG.05b.
Nella Sistematica dei lapis (Lapis-Systematik) di Stefan Weiß le allaniti sono elencate nella classe dei "silicati" e nella sottoclasse dei "sorosilicati"; qui si trovano nella sezione dei "sorosilicati con gruppi misti SiO4 e Si2O7; cationi in coordinazione ottaedrica [6] e maggiore" dove formano il sistema nºVIII/C.23.
La classificazione dei minerali secondo Dana, che viene utilizzata principalmente nel mondo anglosassone, classifica le allaniti nella classe dei "silicati e germanati", ma anche nella già più fine suddivisione dei "sorosilicati: neso-, misti, gruppi tetraedrici singoli e più grandi". Le allaniti si trovano insieme a epidoto, epidoto-(Pb), epidoto-(Sr), gatelite-(Ce), clinozoisite, clinozoisite-(Sr), tweddillite, mukhinite, piemontite, piemontite-(Sr) e uedaite-(Ce) nel "gruppo epidoto (sottogruppo allanite)" con il sistema nº 58.02.01c all'interno della suddivisione "Gruppo silicati: gruppi insulari, misti, tetraedrici singoli e più grandi con cationi in coordinazione ottaedrica [6] e superiore; gruppi singoli e doppi (n=1,2)".

## Abito cristallino
Tutte le allaniti cristallizzano nel sistema monoclino nel gruppo spaziale P21/m (gruppo nº 11) con i seguenti parametri reticolari a due unità di formula per cella unitaria:
| Minerale      | a        | b        | c       | β        |
| ------------- | -------- | -------- | ------- | -------- |
| allanite-(Ce) | 8,93 Å   | 5,76 Å   | 10,15 Å | 114,8°   |
| allanite-(La) | 8,94 Å   | 5,726 Å  | 10,16 Å | 114,7°   |
| allanite-(Nd) | 8,8897 Å | 5,7308 Å | 10,1010 | 115,166° |
| allanite-(Y)  | 8,98 Å   | 5,75 Å   | 10,23 Å | 115°     |

## Proprietà
La sostituzione si traduce in numerosi altri elementi nell'allanite, come torio, manganese, titanio, magnesio e ferro trivalente.
A causa della somiglianza chimica dell'uranio e del torio con le terre rare, il minerale può incorporare quantità significative di queste sostanze radioattive nel reticolo e quindi essere radioattivo. Ipotizzando una proporzione del 5% di uranio/torio rispetto alle terre rare, si ottiene un'attività specifica del minerale compresa tra 0,112 kBq/g e 0,613 kBq/g (per confronto, il potassio naturale possiede un'attività specifica di 0,0312 kBq/g).
A causa della sua radioattività naturale, i cristalli di allanite sono solitamente metamicati (isotropizzati), cioè la struttura cristallina è stata parzialmente o completamente distrutta dalle radiazioni ionizzanti. Di conseguenza, il minerale perde le sue proprietà direzionali e fisiche (durezza, indice di rifrazione) nel tempo e diventa nero opaco.

## Origine e giacitura
L'allanite è un costituente accessorio comune in molte rocce ignee, in particolare graniti, granodioriti, dioriti e sieniti, così come le loro pegmatiti. L'allanite può essere trovata anche nelle metamorfiti le cui rocce madri contengono proporzioni corrispondenti di terre rare, dall'epizona (100-300 °C, bassa pressione) alla catazona (oltre 700 °C, alta pressione). Inoltre, l'allanite si presenta come formazione idrotermale. A seconda di dove è stato trovato, l'epidoto, l'euxenite, la fluorite, la gadolinite, la monazite e la muscovite possono presentarsi come minerali di accompagnamento.
Essendo formazioni minerali frequenti, le allaniti si trovano generalmente in molti siti, con un totale di circa 1800 siti noti a partire dal 2014. Tuttavia, poiché questi reperti sono raramente analizzati con sufficiente precisione, le informazioni sono imprecise in termini di numero di siti. Solo a causa del fatto che il cerio è uno dei metalli delle terre rare più frequente, il numero di siti noti per il membro terminale allanite-(Ce) è corrispondentemente molto più alto di quello degli altri collegamenti terminali (allanite-(La) e -(Y) circa 20 siti; allanite-(Nd) circa 4 località).
Bancroft, nella provincia canadese dell'Ontario, dove sono stati scoperti aggregati granulari fino a 70 centimetri di diametro, è nota per i suoi ritrovamenti di allanite.
In Italia è le allaniti sono state rinvenute in Val d'Aosta nella miniera di Brusson a Champdepraz, nei pressi di Courmayeur, a Saint-Barthélemy vicino a Nus, nella miniera di Praborna presso Saint-Marcel, sono state rinvenute anche nel Lazio (tra cui Campagnano di Roma, Magliano Romano, Sacrofano), in Liguria (a Ne, Rovegno, Cairo Montenotte, Magliolo, Murialdo), in Lombardia (a Premolo, Braone, Chiesa in Valmalenco e Cuasso al Monte, tra le altre). L'allanite è stata anche trovata in altre regioni, come Toscana, Sardegna, Piemonte e Trentino-Alto Adige.
In Germania, il minerale è stato rinvenuto in vari luoghi della Foresta Nera; da diverse località della Foresta della Franconia, dello Spessart, della Foresta bavarese e dell'Alto Palatinato in Baviera; da molti luoghi dell'Odenwald dell'Assia; dalla valle dell'Oker e dalla valle di Radau in Bassa Sassonia; da alcune località intorno al Laacher See nell'Eifel vulcanico della Renania-Palatinato; da Petersberg in Sassonia-Anhalt; da alcune località dei Monti Metalliferi e dell'Alta Lusazia in Sassonia, nonché da Neumühle/Elster (Greiz) e Weitisberga in Turingia.
In Austria, l'allanite è stata finora trovata sul gruppo dell'Ankogel, sul Koralpe e in alcune altre aree della Carinzia; in diversi luoghi del Waldviertel della Bassa Austria; nella valle di Nassfeld, nella valle di Hüttwinkl e in altre zone degli Alti Tauri nel Salisburghese; nelle vicinanze di Freistadt e nel distretto di Rohrbach nell'Alta Austria, nonché in una prospezione di magnetite nei pressi di Kleinwöllmiß (comune di Sankt Martin am Wöllmißberg), nei pressi di Taschen nel comune di Peggau e in campioni di roccia prelevati durante la costruzione del tunnel forestale dell'autostrada Pyhrn vicino al comune di Wald am Schoberpaß in Stiria.
In Svizzera, il minerale si trova sul passo del Grimsel, nel Canton Berna; si trova in diverse valli del Canton Grigioni, in molte località della Val d'Anniviers e nella Valle di Binn, nonché in alcuni siti dei cantoni Ticino e Uri.
Molte altre località sono sparse in tutto il mondo.

## Forma in cui si presenta in natura
L'allanite di solito sviluppa cristalli spessi, ma si presenta anche sotto forma di aggregati minerali granulari o massicci di colore grigio, marrone o nero.